# Janne Hänninen
Janne Tapio Hänninen (ur. 16 sierpnia 1975 w Outokumpu) – fiński łyżwiarz szybki.

## Kariera
Największy sukces w karierze Janne Hänninen osiągnął w 2003 roku, kiedy zajął czwarte miejsce w biegu na 1000 m podczas dystansowych mistrzostw świata w Berlinie. W walce o brązowy medal lepszy okazał się tam Joey Cheek z USA. Na tych samych mistrzostwach był też siódmy na dystansie 1500 m i dziesiąty w biegu na 500 m. Hänninen zajmował też między innymi ósme miejsce na sprinterskich mistrzostwach świata w Calgary oraz rozgrywanych pięć lat później sprinterskich mistrzostwach świata w Nagano. Na drugiej z tych imprez zajął między innymi trzecie miejsce w jednym z biegów na 1000 m. W 1998 roku wystąpił na igrzyskach olimpijskich w Nagano, zajmując osiemnaste miejsce w biegu na 500 m i 21. miejsce na dwukrotnie dłuższym dystansie. Na rozgrywanych cztery lata później igrzyskach w Salt Lake City jego najlepszym wynikiem było dziesiąte miejsce na 1000 m. Brał także udział w igrzyskach olimpijskich w Turynie w 2006 roku, gdzie zajął 15. miejsce na 500 m i 25. miejsce na 1000 m. Czterokrotnie stawał na podium zawodów Pucharu Świata, jednak nigdy nie zwyciężył. Najlepsze wyniki osiągnął w sezonie 1998/1999, kiedy był szósty w klasyfikacji końcowej 1000 m. W 2006 roku zakończył karierę.